# Angelika Peter
Angelika Peter (geb. Löwe, * 29. Juni 1945 in Pritzwalk) ist eine deutsche Pädagogin und Politikerin (SPD).

## Leben und Beruf
Nach dem Abitur im Jahr 1964 an der Kinder- und Jugendsportschule in Frankfurt (Oder) absolvierte Peter ein Lehramtsstudium in den Fächern Geschichte und Sport an der Humboldt-Universität zu Berlin. 1968 trat sie als Lehrerin für Geschichte und Sport an der 11. Polytechnischen Oberschule in Frankfurt (Oder) in den Schuldienst ein. Im Jahr 1991 übernahm sie die dortige Schulleitung.
Angelika Peter ist mit Manfred Peter verheiratet. Sie hat einen Sohn und eine Tochter.

## Politik
Nach der politischen Wende in der DDR trat Peter im Januar 1990 in die SPD ein. Sie wurde im Mai 1990 Stadtverordnete in Frankfurt (Oder) und kurz darauf zur Stadtverordnetenvorsteherin gewählt. Nach Margrit Spielmanns gesundheitsbedingtem Verzicht amtierte sie vom 11. Oktober 1994 bis zum 13. Oktober 1999 als Ministerin für Bildung, Jugend und Sport in der von Ministerpräsident Manfred Stolpe geführten Regierung des Landes Brandenburg. Während ihrer Amtszeit wurde das Schulfach LER (Lebensgestaltung – Ethik – Religion) eingeführt, das den konfessionellen Religionsunterricht mit Beginn des Schuljahres 1996/97 ablöste.